# Kether Donohue

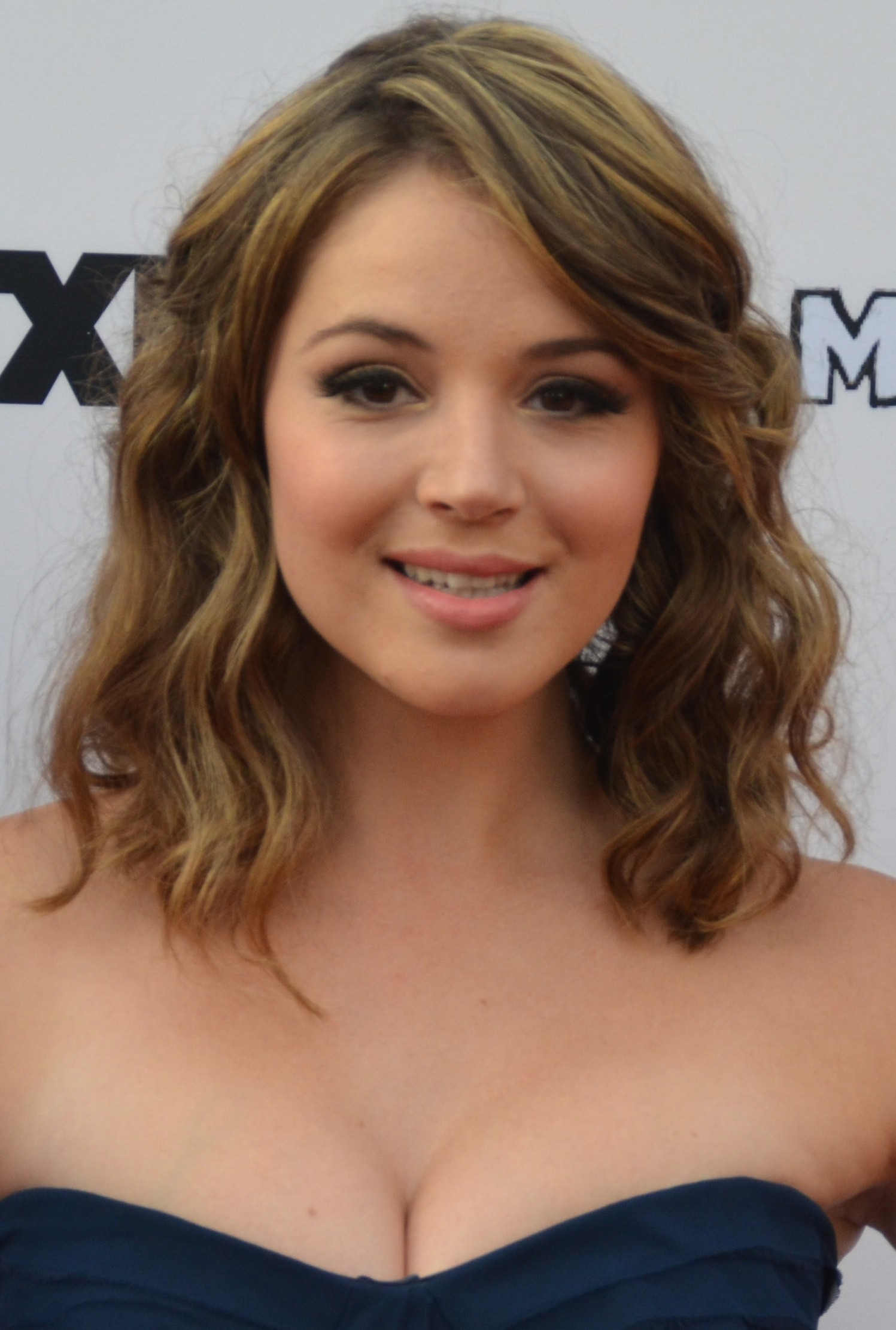
Kether Donohue (2014)

Kether Donohue (* 22. August 1985 in Manhattan, New York City, New York) ist eine US-amerikanische Schauspielerin und Synchronsprecherin, die vorwiegend für ihre Verkörperung der Lindsay in der Comedyserie You’re the Worst bekannt ist.

## Leben und Karriere
Kether Donohue studierte an der Fordham University. Ihre Karriere begann sie als Synchronsprecherin in zahlreichen Produktionen, unter anderem synchronisierte sie Figuren in den Serien Kappa Mikey und Pokémon. Als Schauspielerin trat sie erstmals 2005 in zwei Folgen der Serie Hope and Faithh auf. Es folgten Gastrollen in Royal Pains, Perfect Couples, Ringer und The Carrie Diaries. 2012 und 2015 war sie als Alice in den Filmen Pitch Perfect und Pitch Perfect 2 zu sehen. Seit 2014 verkörpert sie neben Aya Cash und Chris Geere eine der Hauptrollen in der FX/FXX-Comedyserie You’re the Worst. Für ihre dortige Rolle der Lindsay Jillian wurde Donohue 2016 für einen Critics’ Choice Television Award in der Kategorie Beste Nebendarstellerin in einer Comedyserie nominiert.

## Filmografie
- 1997: Yûsha ô Gaogaigar (The King of Braves GaoGaiGar, Fernsehserie, 13 Episoden, Stimme)
- 1998: Dai-nana kankai hoko: Osaki Midori o sagashite (Stimme)
- 1999–2000: DoReMi (Fernsehserie, 49 Episoden, Stimme)
- 2002: Piano: The Melody of a Young Girl’s Heart (Fernsehserie, 10 Episoden, Stimme)
- 2002: Tokyo Mew Mew (Fernsehserie, Stimme)
- 2002: Asagiri no miko (Fernsehserie, Stimme)
- 2002: Der Junge, der ein Bär sein wollte (Drengen der ville gøre det umulige, Stimme)
- 2003: Futari no Joe (Joe vs. Joe: Round 1, 2, 3, Miniserie, Stimme)
- 2003: Saving Jason (Fernsehfilm)
- 2005: Hope and Faith (Hope & Faith, Fernsehserie, 2 Episoden)
- 2005: Munto: Toki no kabe o koete (Munto 2: Beyond the Walls of Time, Stimme)
- 2005: Negadon – Das Monster vom Mars (Wakusei Daikaiju Negadon, Kurzfilm, Stimme)
- 2005–2006: Oh! My Goddess (Aa! Megami-sama, Fernsehserie, 28 Episoden, Stimme)
- 2006–2008: Kappa Mikey (Fernsehserie, 19 Episoden, Stimme)
- 2007: Over the GW
- 2007: Pokémon Mystery Dungeon: Erkundungsteams Zeit und Dunkelheit (Fernsehfilm, Stimme)
- 2007: Eiga de tôjô! Tamagotchi dokidoki! Uchû no maigotchi?! (Stimme)
- 2007–2008: Dinosaur King (Kodai Ōja Kyōryū Kingu Dī Kizzu Adobenchā, Fernsehserie, 3 Episoden, Stimme)
- 2008: The Babydaddy (Kurzfilm)
- 2008: Late Night with Conan O’Brien (Fernsehserie, Episode 16x13)
- 2008: Joe vs. Joe Vol. 4-6 (Stimme)
- 2008–2009: Three Delivery (Fernsehserie, 5 Episoden, Stimme)
- 2008–2010: Pokémon (Fernsehserie, 7 Episoden, Stimme)
- 2008–2010: Yu-Gi-Oh! 5D’s (Fernsehserie, 10 Episoden, Stimme)
- 2009: Huntik (Huntik – Secrets & Seekers, Fernsehserie, Episode 1x11, Stimme)
- 2009: New York Lately
- 2009: An Old Hope (Kurzfilm)
- 2009: Aaron Bacon (Aaron Bacon: Troubled Youth Collection)
- 2009: Royal Pains (Fernsehserie, Episode 1x03 Diskretion über alles?)
- 2009: Kurokami (Kurokami: The Animation, Fernsehserie, 20 Episoden, Stimme)
- 2010: Boy Wonder
- 2010: Open Books (Fernsehfilm)
- 2011: Perfect Couples (Fernsehserie, 2 Episoden)
- 2012: Ringer (Fernsehserie, Episode 1x11)
- 2012: I Just Want My Pants Back (Fernsehserie, Episode 1x12)
- 2012: Altered States of Plaine
- 2012: The Bay – Nach Angst kommt Panik (The Bay)
- 2012: The Mindy Project (Fernsehserie, Episode 1x01)
- 2012: Pitch Perfect
- 2013: High Maintenance (Fernsehserie, Episode 1x07)
- 2013: The Carrie Diaries (Fernsehserie, Episode 1x11)
- 2014: Film Pigs (Fernsehserie, Episode 3x42)
- 2014–2019: You’re the Worst (Fernsehserie, 57 Episoden)
- 2015: Pitch Perfect 2
- 2015: Mona (Kurzfilm)
- 2015: Wheelz (Fernsehserie, Episode 1x02)
- 2015: Collar
- 2016: Grease Live! (Fernsehfilm)
- 2016: Rudy (Fernsehfilm)
- 2016–2017: King Julien (All Hail King Julien, Webserie, 2 Episoden, Stimme)
- 2017: Who Is? (Fernsehserie)
- 2017: The Disaster Artist
- 2018: Champions (Fernsehserie, Episode 1x06)
- 2018: LA to Vegas (Fernsehserie, 2 Episoden)
- 2018: The Guest Book (Fernsehserie, Episode 2x01)
- 2019: American Dad (Fernsehserie, Episode 14x08, Stimme)
- 2019: Elena of Avalor: Discovering the Magic Within (Miniserie, 2 Episoden, Stimme)
- 2019: You – Du wirst mich lieben (You, Fernsehserie, Episode 2x03)
- 2019: Happy Accident (Fernsehfilm)
- 2019–2020: Elena von Avalor (Elena of Avalor, Fernsehserie, 8 Episoden, Stimme)
- 2020: Royalties (Webserie, 10 Episoden)
- 2020: Star Trek: Lower Decks (Fernsehserie, Episode 1x10 Keine kleinen Rollen, Stimme)
- seit 2020: B Positive (Fernsehserie)
- 2021: Birdgirl (Fernsehserie, 6 Episoden, Stimme)
- 2021: Tuca & Bertie (Fernsehserie, Episode 2x06, Stimme)
- 2021: Robot Chicken (Webserie, Episode 11x09, Stimme)

## Nominierungen
- Jan. 2016: Nominierung für den Critics’ Choice Television Award in der Kategorie Beste Nebendarstellerin in einer Comedyserie für You’re the Worst